# Khmelnytsky
Khmelnytsky (em ucraniano:  Хмельни́цький, em polonês/polaco:  Płoskirów), é uma cidade da Ucrânia, bem como o centro administrativo de Oblast de Khmelnytsky. Khmelnytsky está localizado na região histórica de Podólia, nas margens do rio Buh. A cidade recebeu sua designação atual do governo local em 1941.
A cidade foi mencionada pela primeira vez em 1431. Era parte da Polônia (sob o nome Płoskirów). Foi a cidade real do Reino da Polônia, que pertenceu administrativamente à Voivodia de Podole. Capturado pela Império Russo na segunda partilha da Polônia em 1793. Depois de recuperar a independência, novamente parte da Polónia em 1920, após a Guerra Polaco-Soviética, parte da União Soviética, de 1941 a 1944, sob ocupação alemã. Parte da Ucrânia desde 1991.

## Imagens

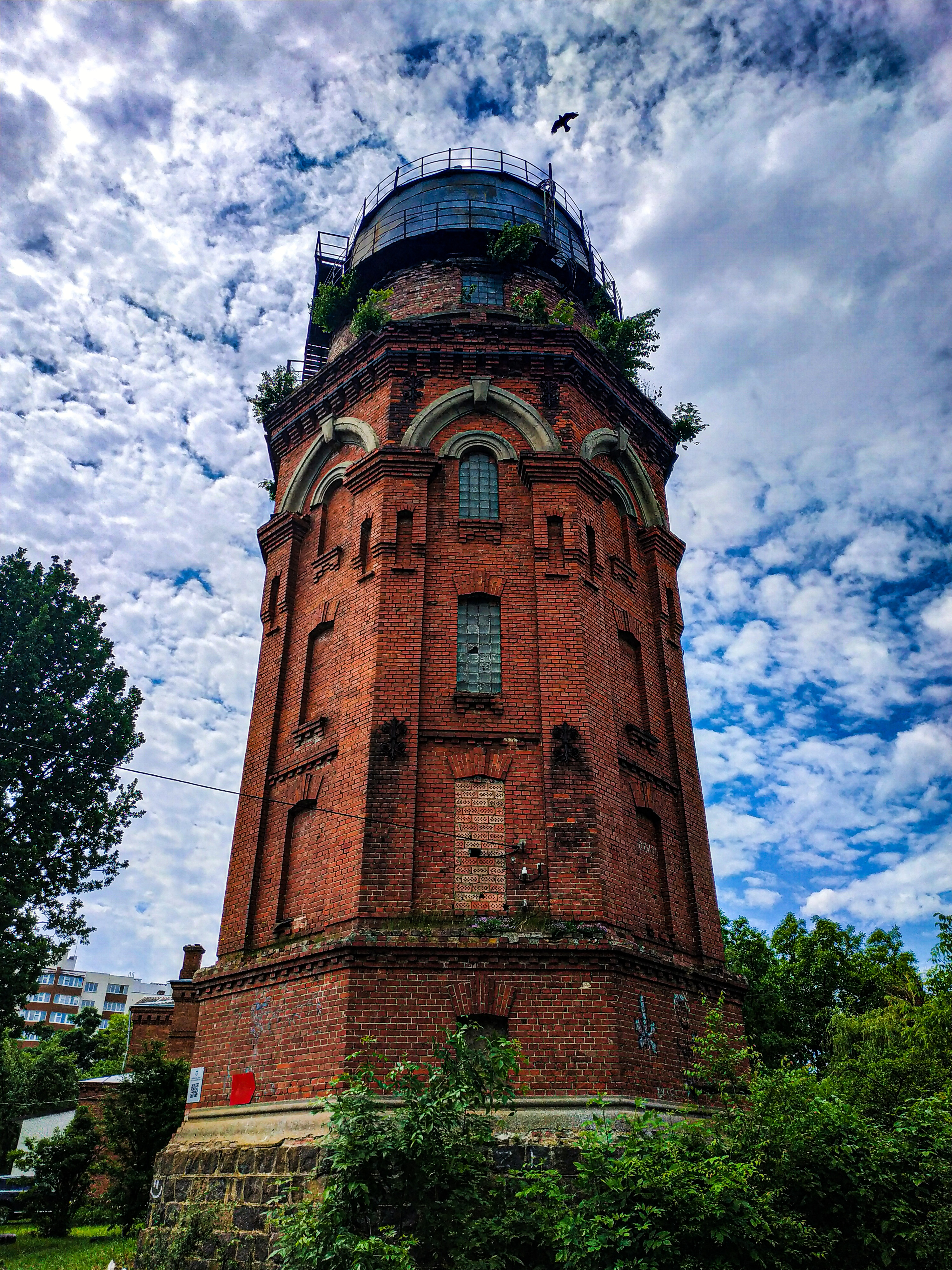
Castelo d'água
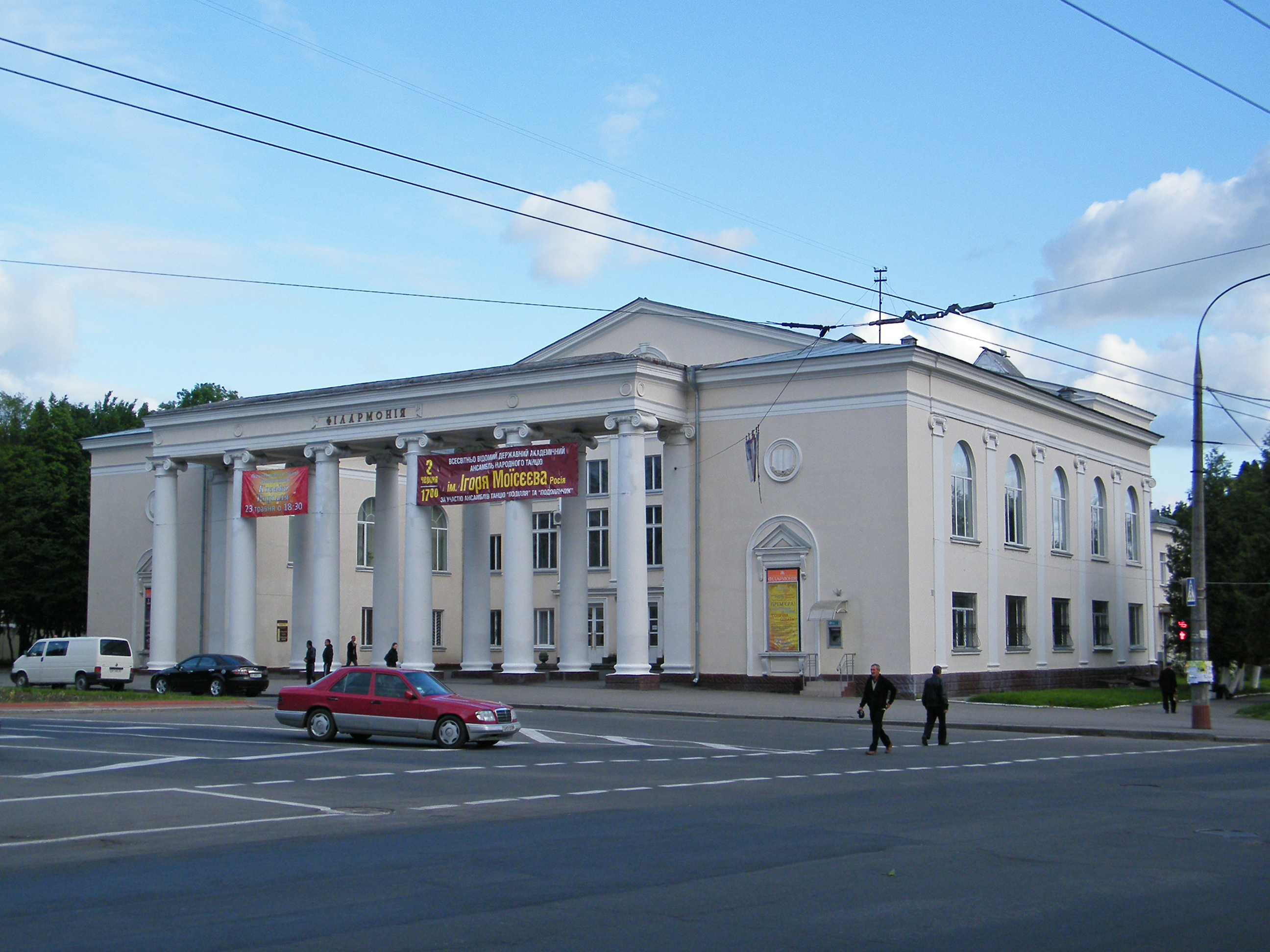
Filarmônica
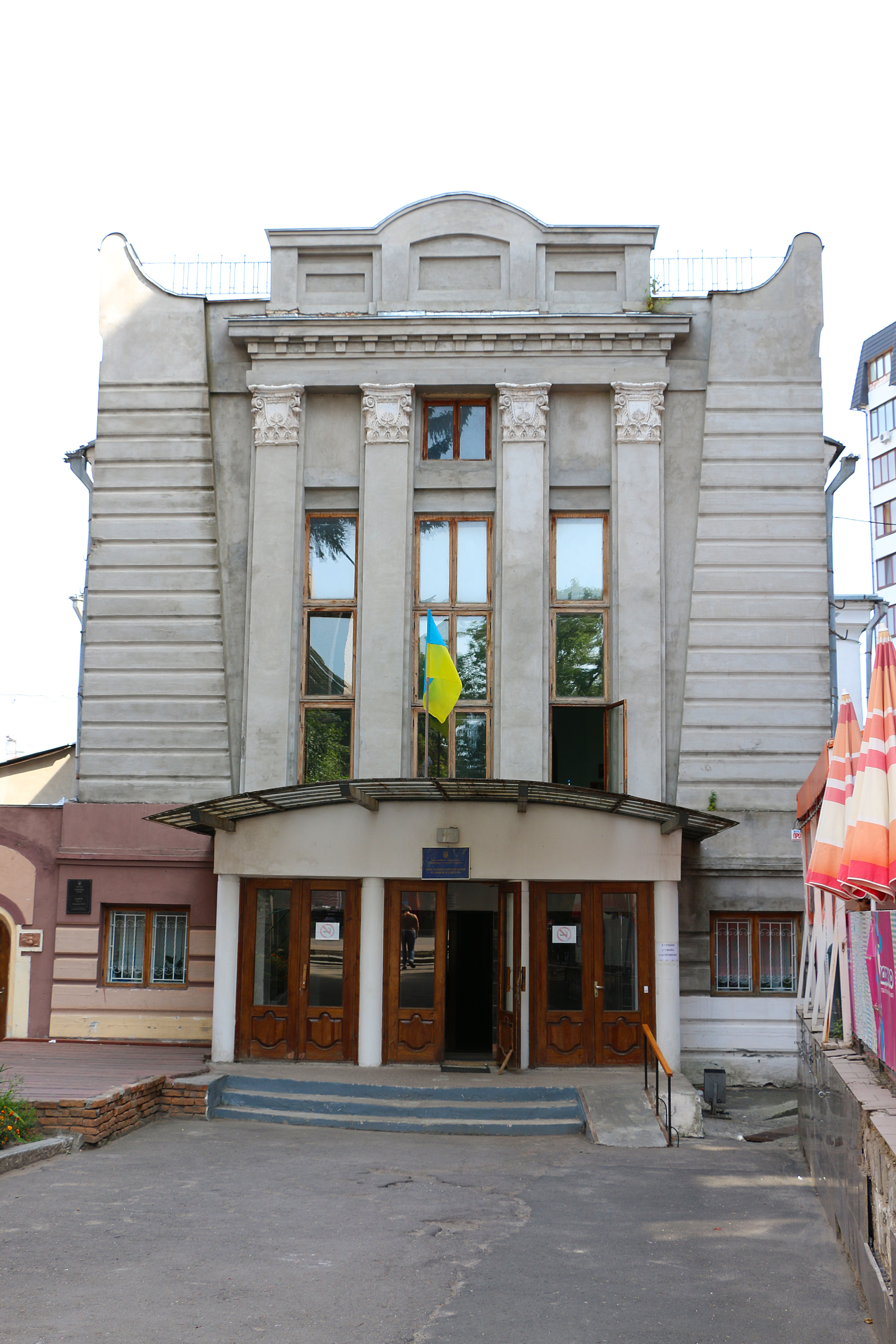
Teatro
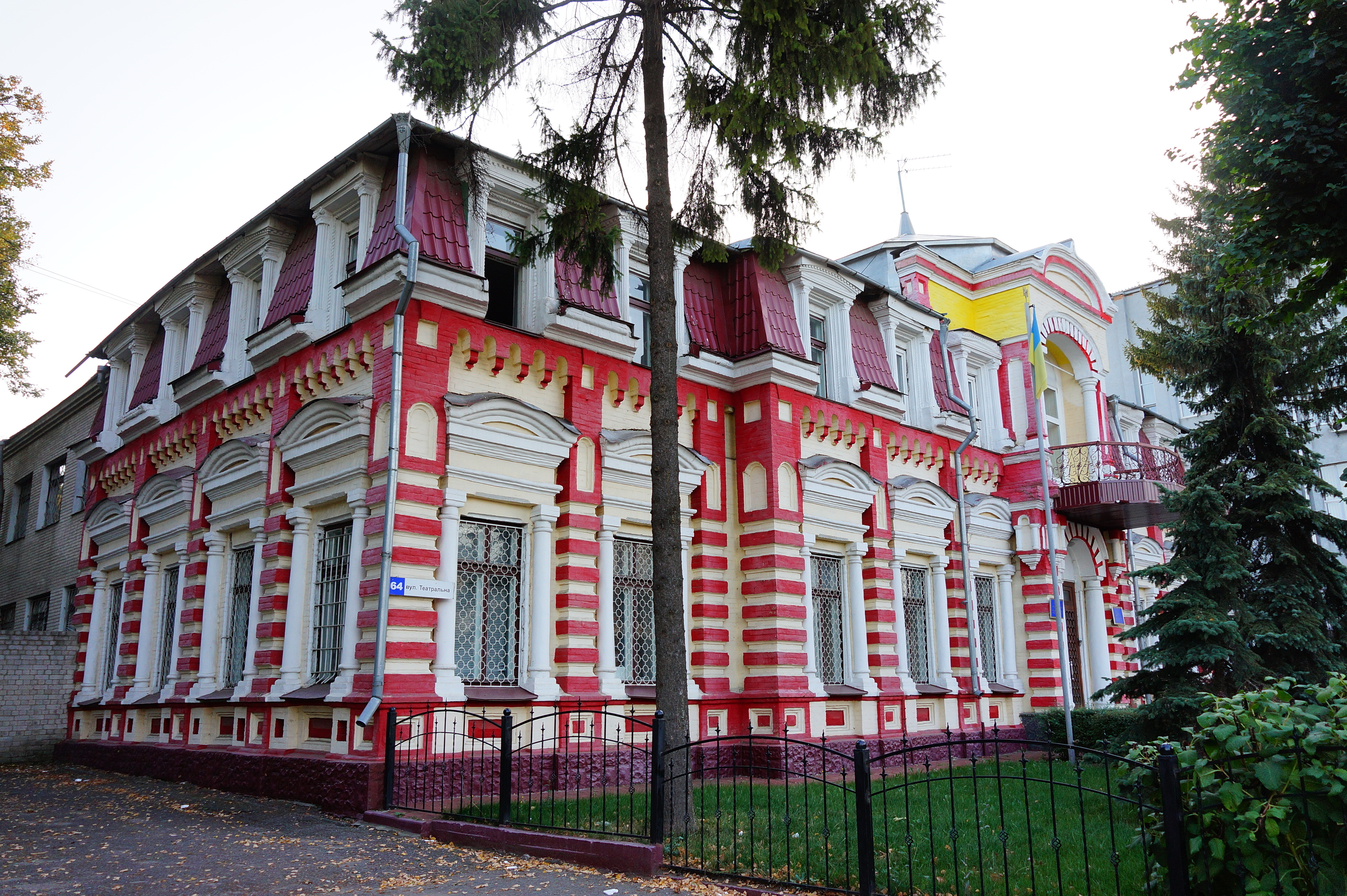
Antigo posto de correios